# Саєвце (Костанєвиця-на-Кркі)
Саєвце (словен. Sajevce) — поселення в общині Костанєвиця-на-Кркі, Споднєпосавський регіон, Словенія. Висота над рівнем моря: 151,6 м. Розташоване на лівому березі річки Крка, притоки Сави.